# Hruba și pendulul (film din 1991)
Hruba și pendulul sau Fosa și Pendulul (în engleză The Pit and the Pendulum, lansat pe DVD în Statele Unite ca The Inquisitor, adică Inchizitorul) este un film american de groază din 1991 regizat de Stuart Gordon și bazat pe povestirea omonimă din 1842 scrisă de Edgar Allan Poe. Filmul este un amestec al povestirii menționate mai sus cu „Balerca de Amontillado” scrisă de asemenea de Poe și folosește, de asemenea, anecdota din „Sabia lui Damocles”, în cazul personajului Torquemada.

## Rezumat
În 1492, în Spania, Marele Inchizitor Torquemada conduce o sângeroasă domnie a terorii. Nefiind de acord cu folosirea torturii de către Biserică, Maria vorbește în timpul executării publice a unei familii de nobili. Torquemada este atras de frumusețea Mariei și se torturează singur. Confuz de aceste noi dorințe pe care le simte, el o acuză pe Maria de vrăjitorie și poruncește să fie torturată până când ea mărturisește acest lucru. În timpul interogatoriului Mariei, Torquemada nu se  poate opri din privirea trupului ei gol; astfel poruncește să fie încarcerată.  
Maria se împrietenește cu colega ei de celulă, Esmerelda, care a mărturisit deja că este o vrăjitoare ca să scape de tortură. Împreună se luptă pentru a se salva de sinistrul Torquemada.  
Soțul Mariei, Antonio, intră în castel pentru a-și salva soția nevinovată. El eșuează și este închis pentru acțiunile sale. Torquemada decide să testeze un nou dispozitiv de tortură, Hruba și Pendulul, pe Antonio. 

## Distribuție
- Lance Henriksen ca Torquemada
- Rona De Ricci ca Maria
- Jonathan Fuller ca Antonio
- Golful Frances ca Esmeralda
- Mark Margolis ca Mendoza
- Jeffrey Combs ca Francisco
- Stephen Lee ca Gomez
- Tom Towles ca Don Carlos
- William J. Norris - Dr. Huesos
- Carolyn Purdy-Gordon - Contesa D'Alba Molina
- Oliver Reed - cardinal
- Benito Stefanelli - călău
- Geoffrey Copleston -  măcelar

## Lansare
Filmul a fost prezentat la multe festivaluri de film până la lansarea sa ca video pentru acasă în vara anului 1991.  
În 2000, Full Moon Features a lansat un DVD cu acest film, care acum are probleme legate de drepturile de autor. A fost ulterior lansat pe DVD ca parte a pachetului „Stuart Gordon Boxset”, care include și Castle Freak, Deathbed și un disc bonus. 
Filmul a fost relansat pe DVD la 2 august 2011 de Echo Bridge Home Entertainment.  Filmul a fost lansat pe Blu-ray la 30 aprilie 2013 de Full Moon și pe 12 august 2013 de 88 Films în Marea Britanie.   

## Recepție critică
The Pit and the Pendulum a avut o primire mixtă din partea criticilor și are în prezent un rating de 56% „putred” pe web-site-ul de recenzii de filme Rotten Tomatoes, pe baza a opt recenzii. 